# Arenborn
Arenborn is een dorp in de gemeente Wesertal in de Duitse deelstaat Hessen.
Arenborn fuseerde op 1 februari 1971 met Gewissenruh, Gieselwerder, Gottstreu, Heisebeck en Oedelsheim tot de gemeente Oberweser, die op 1 januari 2020 fuseerde met de gemeente Wahlsburg tot de gemeente Wesertal.
Arenborn · Gewissenruh · Gieselwerder · Gottstreu · Heisebeck · Lippoldsberg · Oedelsheim · Vernawahlshausen